# Insurecția poloneză din Ianuarie

Insurecţia din Ianuarie

Insurecția poloneză din Ianuarie (1863-1864) cunoscută și ca insurecția din ianuarie (poloneză powstanie styczniowe), a fost o insurecție polono-lituaniană împotriva Imperiului Rus, care s-a declanșat la data de 22 ianuarie 1863, dar a fost înfrântă, ultimii insurgenți fiind capturați abia în anul 1865. 
Insurecția a început a un protest spontan al unor tineri polonezi împotriva înrolării în Armata Imperială Rusă, cărora în curând li s-au alăturat ofițeri superiori polono-lituanieni și diverși politicieni. 

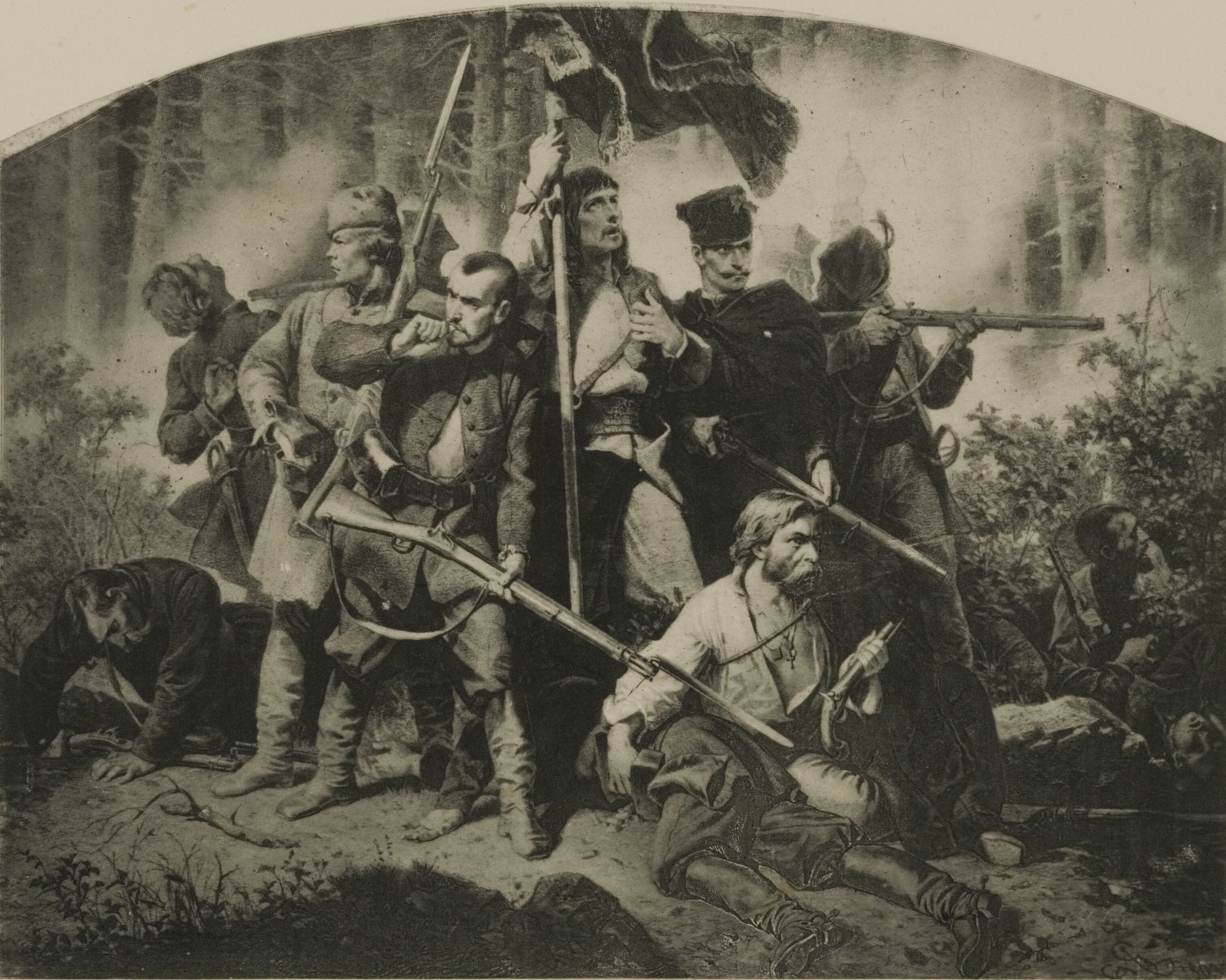
Pictură din ciclul Bătălia de Artur Gottger, dedicată Insurecției din Ianuarie

Insurecționarii, care erau mult depășiți numeric și lipsiți de sprijin din afara granițelor, au fost obligați să recurgă la tactici de gherilă. Ei nu au reușit să obțină nicio victorie militară sau să captureze mari orașe sau fortificații, dar apelul lor pentru unitate națională, prin împroprietărirea țăranilor a condus la eliminarea privilegiilor clasei sociale a nobililor din Șleahtă (szlachta) în A Doua Republică Poloneză prin  Constituția din martie 1921. 
Represaliile împotriva insurgenților au inclus și abolirea de către țar a iobăgiei, dând pământ cu valoare scăzută țăranilor în ideea a atrage sprijinul țăranilor de partea țarului și pentru a perturba economia națională. Execuțiile publice și deportări în Siberia au condus pe mulți polonezi să abandoneze lupta armată și să se întoarcă în schimb la „Munca organică”: auto-îmbunătățire economică și culturală polonă (pozitivism).